# 三原バイパス
三原バイパス（みはらバイパス）は、広島県三原市糸崎8丁目から広島県三原市新倉2丁目に至る総延長9.9 kmの国道2号バイパスである。地域高規格道路福山本郷道路の一部を構成する。

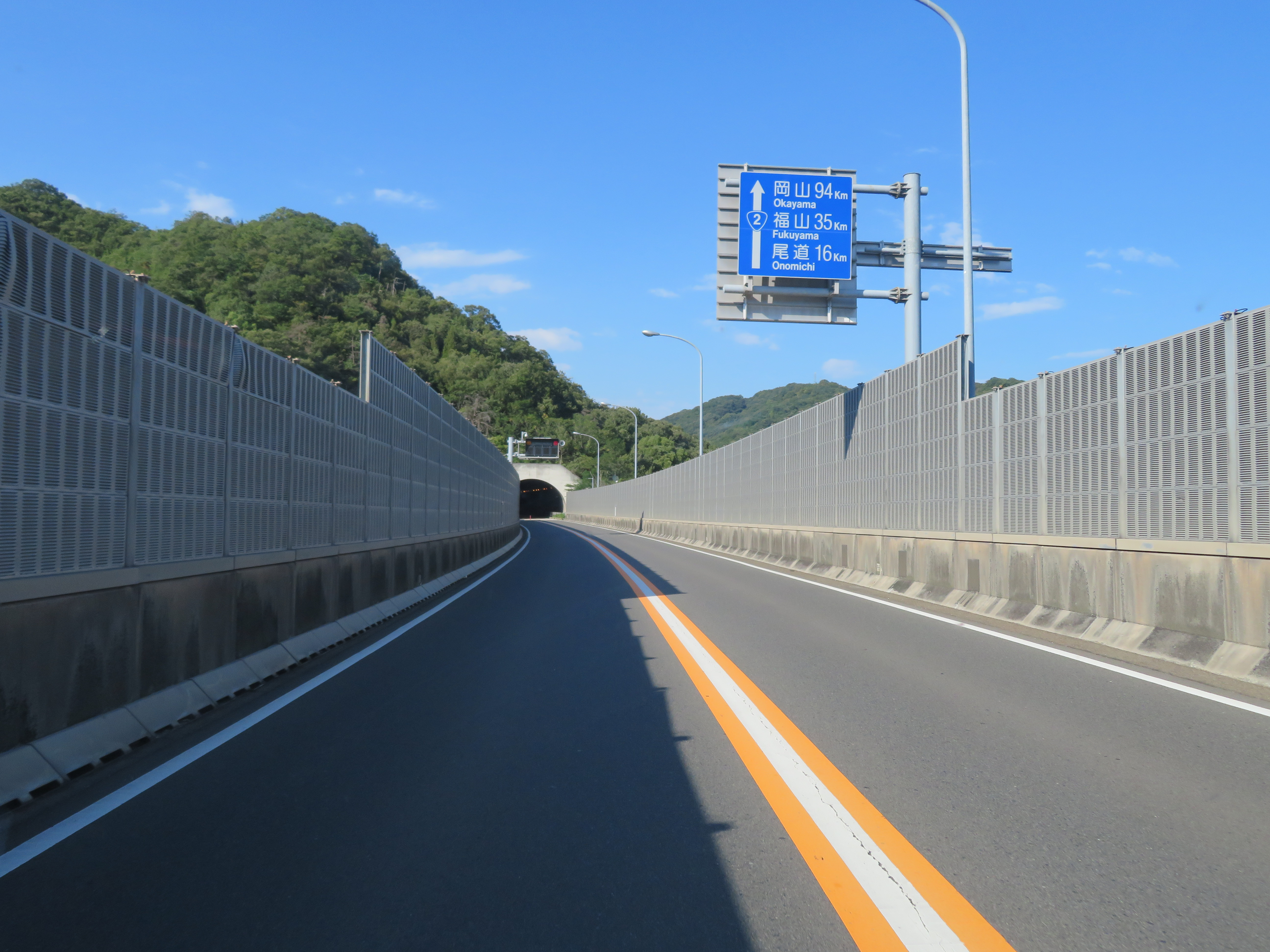
広島県三原市西野1丁目付近

## 概要

### 路線データ
- 起点 : 広島県三原市糸崎八丁目（国道2号木原道路に接続）[1]
- 終点 : 広島県三原市新倉二丁目[1]
- 総延長 : 9.9 km[1]
- 道路規格 : 第3種第1級[1]
- 設計速度 : 80 km/h[1]
- 道路幅員[1]
  - 土工部 : 22.0 m
  - 橋梁部 : 19.5 m
  - トンネル部 : 19.5 m
- 車線幅員 : 3.5 m
- 車線数 : 暫定2車線（完成4車線）[1]

## ランプなど

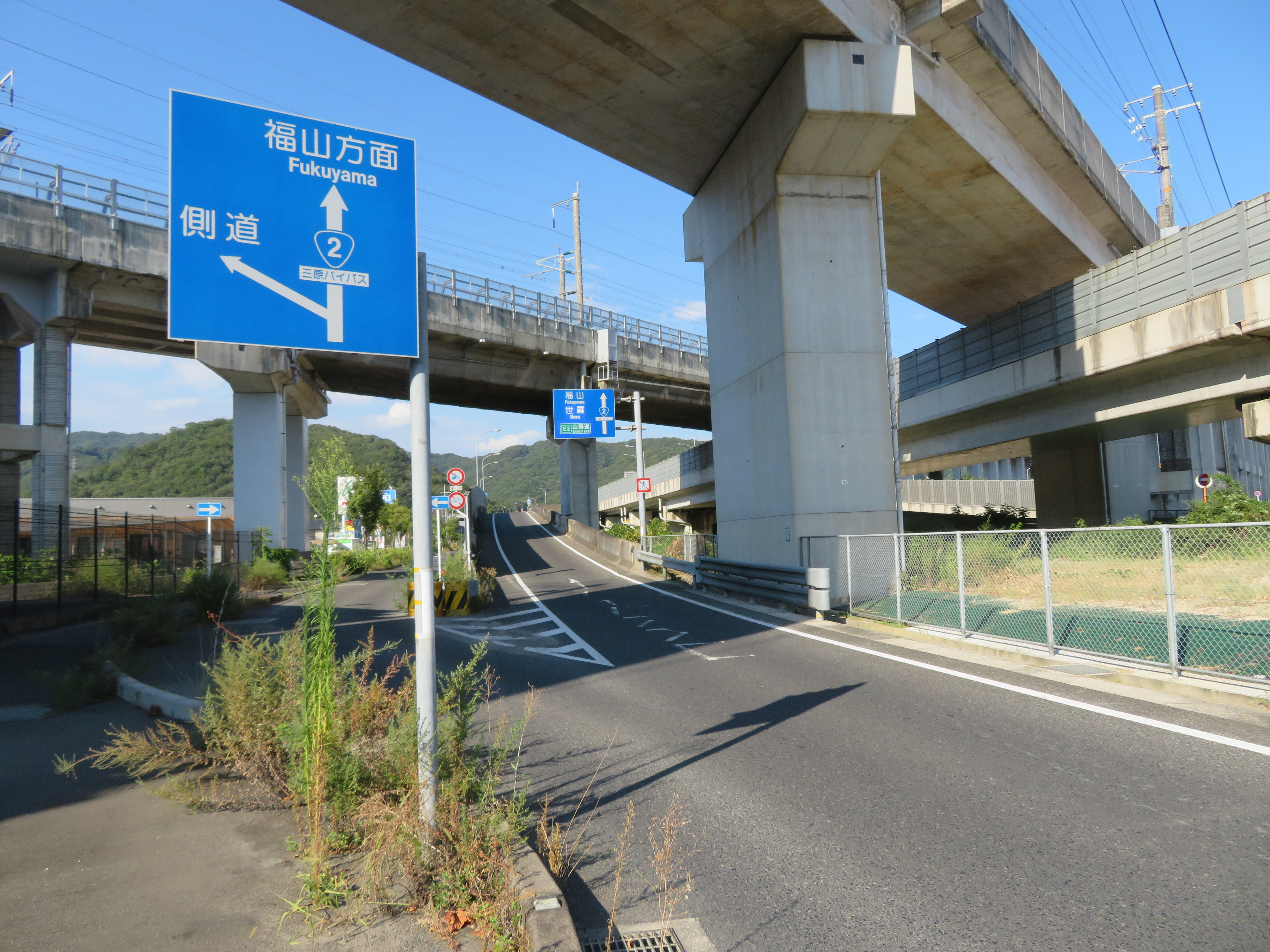
頼兼町ランプ（尾道方面入口付近）

- 路線名の特記がないものは市道。

| 施設名          | 接続路線名             | 大阪から (km) |
| --------------- | ---------------------- | ------------- |
| 国道2号木原道路 |                        |               |
| 糸崎ランプ      | 国道2号 岡山・福山方面 | 257.5         |
| 是国ランプ      |                        | 259.7         |
| 時広ランプ      |                        | 260.4         |
| 中之町ランプ    | 県道55号尾道三原線     | 262.2         |
| 恵下谷ランプ    | 県道25号三原東城線     | 263.4         |
| 小浦ランプ      |                        | 264.1         |
| 頼兼町ランプ    | 竹原・三原市街方面     | 265.6         |
| 新倉町ランプ    | 国道2号 広島方面       | 267.1         |

## 歴史
- 1971年度（昭和46年度） : 事業化
- 1984年（昭和59年）3月 : 都市計画決定
- 1986年度（昭和60年度） : 用地着手
- 1989年（平成元年）10月26日 : 工事着手
- 1992年（平成4年）3月 : 都市計画変更（小浦ランプ追加）
- 1999年（平成11年）3月21日 : 恵下谷ランプ - 頼兼町ランプ間 (2.3 km) 開通（暫定2車線）
- 2000年（平成12年）11月 : 都市計画変更（時広ランプ、是国ランプ追加）
- 2001年（平成13年）3月20日 : 中之町ランプ - 恵下谷ランプ間 (1.2 km) 開通（暫定2車線）
- 2002年（平成14年）4月27日 : 頼兼町ランプ - 新倉町ランプ間 (1.8 km) 開通（暫定2車線）
- 2007年（平成19年）5月28日 : 時広ランプ - 中之町ランプ間 (1.6 km) 開通（暫定2車線）[注釈 1]
- 2007年（平成19年）10月31日 : 時広ランプ完成（上下線分離）
- 2012年（平成24年）3月31日 : 糸崎ランプ - 時広ランプ間 (3.0 km) 開通（暫定2車線）に伴い全線開通
- 2016年（平成28年）4月1日：三原バイパスに並行する現道区間（三原市糸崎8丁目 - 三原市新倉2丁目間 (9.1 km) ）が広島県に移管され、国道185号・広島県道75号三原竹原線・広島県道344号大草三原線として広島県東部建設事務所三原支所の管理となった[2][3][4]。

## 路線状況
完成当初は、51 - 125 cc以下の小型自動二輪車が通行可能であり、西宮トンネル - 恵下谷ランプ間は歩道が設置されていたが、木原道路の開通に伴い、現在は125 cc以下の自動二輪、2人乗りの自動二輪（20歳未満または免許交付後3年未満の運転者に限る）、ミニカー、原付、軽車両、歩行者すべて通行禁止となり、自動車専用道路とほぼ同等の規制となっている。

### 主要構造物
- 下木原橋
- 下木原高架橋 (320m)
- 下木原トンネル (600 m)
- 糸崎谷橋 (61 m)
- 是国トンネル (430m)
- 是国橋 (18 m)
- 正分橋 (43 m)
- 正分トンネル (400m)
- 福寄トンネル (154 m)
- 時広トンネル (1,160 m)
- 中之町高架橋 (228 m)
- 中之町トンネル (435 m)
- 河原谷橋 (12 m)
- 駒ヶ原トンネル (515 m)
- 恵下谷橋 (28 m)
- 八坂トンネル (579 m)
- 小浦橋 (18 m)
- 西宮トンネル (708 m)
- 頼兼高架橋・梅林高架橋 (893 m)
- 頼兼トンネル (620 m)
- 新倉高架橋 (180 m)

### 道の駅
- 道の駅みはら神明の里
  - 国道2号の道の駅としては2駅目として、時広ランプ付近に全線開通の直前の2012年（平成24年）3月24日にオープン。

### 交通量
2005年度（平成17年度道路交通センサスより）
平日24時間交通量（台）
- 広島県三原市駒ケ原町（中之町ランプ - 恵下谷ランプ間） : 15,526
  - この時点では糸崎ランプ - 中之町ランプ間は未開通。

## 地理

### 通過する自治体
- 広島県三原市

### 当該道路の位置関係
- （岡山・福山方面） - 尾道バイパス - 木原道路 - 三原バイパス - （広島方面）